# Boyuntaş, Akyaka
Boyuntaş là một xã thuộc huyện Akyaka, tỉnh Kars, Thổ Nhĩ Kỳ. Dân số thời điểm năm 2010 là 827 người.